# Sludica
Sludica es un género extinto de cinodonte procinosúquido de finales del Pérmico de Rusia. Se han encontrado sus fósiles en el distrito de Velikoustyugsky en el Óblast de Vólogda. La especie tipo es Sludica bulanovi.